# Néstor Gorosito
Néstor Raúl Gorosito (San Fernando, Buenos Aires, 14 de mayo de 1964), popularmente conocido como Pipo, es un exfutbolista y entrenador argentino. Actualmente dirige al Alianza Lima de la Liga1 de Perú.
En su etapa como jugador, ganó la Copa Libertadores 1986, la Copa Intercontinental 1986 y la Copa Interamericana 1987, todas con C. A. River Plate; y la Copa Interamericana 1994 con Universidad Católica de Chile. Con la selección de fútbol de Argentina ganó la Copa América 1993.
Tuvo mucho afecto por parte de los fanáticos del Universidad Católica, así como de C.A. San Lorenzo de Almagro por su trayectoria como jugador, considerado como un «ídolo» por ambas hinchadas por su gran rendimiento y estilo de juego.
Como entrenador logró su primer torneo oficial ganando la Copa de la Superliga 2019 con Tigre, y el segundo, con el Olimpia, ganando el Torneo Clausura 2020.
Vivió en su infancia en un paraje del partido de San Carlos de Bolívar. Aún tiene una casa en Vallimanca.

## Biografía
Nacido en San Fernando el 14 de mayo de 1964, vivió muchas carencias y de muy chico era de físico debilucho. Su padre fue jugador y en el barrio era el que mejor le pegaba en los tiros libres. No terminó la secundaria en el Don Orione aunque su madre se sacrificó limpiando casas para que lo hiciera. Un día el maestro la mandó llamar: "Mire, es mejor que su hijo no venga más, porque usted se rompe el lomo trabajando y él está todo el día jugando a la pelota. Piensa en cualquier cosa menos en estudiar". Fue en tercer año. Entonces estudió dos años para carpintero ebanista, trabajaba en una carpintería de 5 a 12 y se iba corriendo al entrenamiento de River Plate.
Le pusieron de apodo "Pipo" porque su padre era un gran admirador de Néstor "Pipo" Rossi, aquel "cinco" de River y la selección argentina de los años cincuenta, que jugaba en esa posición.
El jugador tiene cuatro hijos de su primer matrimonio: Agustina (1988), Stefania (1990), Ornella (1992) y Tobías (1994); y dos hijos junto a su pareja actual, Lara (2005) y Bruno (2006).

## Trayectoria

### Como jugador
Debutó con River Plate en 1983. A pesar de nunca haberse podido consolidar como titular indiscutido, fue una pieza indispensable para el multicampeón River Plate del año 1986 siendo el “jugador número 12” aportando buenas presencias, algunos goles y asistencias. En su paso por River Plate es muy destacada la victoria 0-2 en la cancha de Boca, dando la vuelta olímpica en el estadio de este último, campeón de la Copa Libertadores 1986 y campeón de la Copa Intercontinental frente al Steaua Bucarest. Era un volante central de juego y terminó siendo un enganche de alta clase. 
Luego de su paso por River Plate, encontró su lugar en el mundo en San Lorenzo de Almagro, donde fue y es ídolo. Su primera temporada en San Lorenzo de Almagro (1987-1988) fue de regular a mala, pero en su segunda temporada se destapó en su esplendor siendo pieza fundamental y goleador de dicho certamen con 20 goles siendo el clásico enganche de ese equipo. Su juego era tan lujoso dentro de la cancha que en una de las tapas del prestigioso diario El Gráfico lo apodaron “de galera y bastón” acudiendo a su elegancia y clase para jugar. Luego de su gran actuación en su segunda temporada en San Lorenzo de Almagro, convirtiéndose en uno de los ídolos de dicha institución, es comprado por una suma elevada para ese entonces, al FC Swarovski Tirol de Austria, donde fue campeón y debutó en la Copa de Campeones de Europa 1990-91, siendo eliminados por el Real Madrid. Su regreso y segunda etapa en 1992 al San Lorenzo. En total Pipo jugó 174 partidos en San Lorenzo y marcó 45 goles.
Luego, en 1994 embarcó hacia Chile, a la Universidad Católica, donde formó un gran equipo. Junto a Alberto Acosta, fueron las grandes figuras de las campañas de la Universidad Católica de 1994 y 1995, en las cuales salieron subcampeones, llegando a convertirse en dos de los ídolos más grandes de todos los tiempos para la hinchada cruzada. Con la Universidad Católica obtuvo el primer trofeo internacional del club, la Copa Interamericana 1994, la Copa Chile 1995 y la Liguilla Pre-Libertadores en 1994 y 1995. En 1994, Gorosito fue elegido el mejor jugador del año en Chile.
A comienzos de 1996 tanto Pipo como Alberto Acosta fueron transferidos a Japón para jugar en el Yokohama Marinos, volviendo a San Lorenzo y en 1999 a la Universidad Católica, donde se retiró en 2001. Junto al Beto formó una de las duplas más recordadas del fútbol en los años 1990.
Hombre de Selección Argentina de Fútbol, fue nominado a las Copas América de 1989 y 1993, saliendo campeón de la última, aportando goles, asistencias y penales definitorios contra Colombia y Brasil. También participó en las eliminatorias para los mundiales de fútbol 1994 y 1998, pero no formó parte de los planteles que concurrieron a los torneos.

### Como entrenador
Inicios
Debutó como entrenador de Nueva Chicago en 2002, y consiguió salvar al club del descenso. Tras este buen preludio, fue presentado como entrenador de San Lorenzo de Almagro, sustituyendo al mítico Arcadio, con el cual terminó segundo en el Torneo Apertura 2003. Sin embargo, el equipo decayó en eficiencia y fue despedido en 2004 tras una pésima campaña en el equipo azulgrana.
Lanús
Un año después, asumió la banca de Lanús, en donde solo duró meses hasta que tuvo que renunciar por los malos resultados obtenidos y la pésima relación con la hinchada "granate". Gorosito dirigió a Lanús en 2005 y el 10 de noviembre de ese año, tras perder con River 4 a 1, renunció a su cargo. Tiempo después dijo que "el 70 por ciento del sur bonaerense es hincha de Banfield", frase que la hinchada de Lanús nunca le perdonó.
Rosario Central y Argentinos Juniors
En 2006, asumió de emergencia como entrenador de Rosario Central, cumpliendo una discreta campaña; y un año después, pasó a ser director técnico de Argentinos Juniors, en donde tuvo mucho éxito debido a que llegó a las semifinales de la Copa Sudamericana 2008. 
River Plate
El 4 de diciembre de 2008, fue confirmado como entrenador de Club Atlético River Plate tras varias reuniones con el presidente de la entidad, José María Aguilar. En su estadía en River no logró mucho, ya que empató con Boca Juniors y quedó eliminado en la primera ronda de la Copa Libertadores 2009. Tras duras críticas, finalmente Pipo Gorosito renunció oficialmente el 4 de octubre de 2009, tras perder con San Lorenzo de Almagro.
Xerez
En 2010 inicia una nueva etapa asumiendo el cargo de entrenador en el Xerez Club Deportivo para la segunda vuelta de la Primera División de España 2009/10. Con el Xerez hizo una segunda vuelta impresionante, siendo el 10.º mejor equipo de esa mitad de campeonato. No obstante, no consigue salvarlo del descenso por los pobres resultados de la primera vuelta (una sola victoria en ese periodo), por lo que el equipo termina relegado a Segunda División. Posteriormente, las negociaciones para renovar a Gorosito se frustran (en parte debido a la mala situación económica del club) y el argentino se queda sin equipo, aunque posteriormente sonó para ocupar los banquillos de otros equipos españoles como el Real Valladolid o la Unión Deportiva Almería.
Regreso a Argentinos Juniors
El martes 20 de septiembre de 2011, firma nuevamente como entrenador por Argentinos Juniors. Sin embargo, Gorosito renunció a la dirección técnica del Argentinos Juniors en marzo de 2012, debido al prolongado período de recuperación que tuvo que afrontar tras el grave accidente automovilístico que sufrió el sábado 25 de febrero de 2012 con su camioneta.
En verano de 2012 tuvo varias ofertas, tanto de equipos de Argentina como de España, pero no se concretaron.
Tigre
En octubre de 2012 fichó por el Club Atlético Tigre, llevándolo a la final de la Copa Sudamericana 2012 enfrentando a São Paulo, en la cual luego de finalizar el primer tiempo del partido con un resultado 2-0 a favor del local, decidió no presentarse a la segunda etapa, debido a graves incidentes con la policía local en el vestuario. El 6 de julio de 2013, y luego de disputar la Copa Libertadores 2013 con el Matador (llegó a octavos de final), renuncia a su puesto por divergencias con los directivos del club.
Regreso a Argentinos Juniors
En octubre de 2014, volvió a Argentinos Juniors, ascendiendo a Primera División. Se desvinculó de la entidad en noviembre de 2015, tras una buena campaña en Primera División ese año.
UD Almería
El 23 de diciembre de 2015, es confirmado como nuevo entrenador de la Unión Deportiva Almería de la Segunda División española. Sustituye a Joan Carrillo, que no fue capaz de cambiar la dinámica negativa del equipo y lo dejó colista. De la mano del técnico bonaerense, el conjunto rojiblanco salió de los puestos de descenso tras 28 jornadas en la zona caliente de la tabla; pero tres derrotas consecutivas volvieron a meterle en la zona de descenso y provocaron el despido de Gorosito a falta de sólo tres jornadas para concluir el campeonato.
San Martín de San Juan
El 27 de diciembre de 2016, firmó como nuevo técnico del Club Atlético San Martín de San Juan a partir del 1 de enero tras tener ofertas en el fútbol boliviano y en la Segunda División de España. Gorosito aceptó el desafío de luchar por la permanencia en la Primera División 2016-17, en la cual consiguió el objetivo y jugando un fútbol vistoso. En la primera parte de la temporada 2017-18 llegó a ocupar posiciones de Copa Sudamericana, pero en la segunda parte del campeonato comenzaron los malos resultados y Pipo renunció en la fecha 20 del 2017-18 pese a haber desplegado un fútbol de alto vuelo goleando por 3 a 0 a Gimnasia y Esgrima La Plata.
Regreso a Tigre
El 13 de febrero de 2019, firma con Tigre, que arrastraba un muy mal promedio pero una vez más, Gorosito aceptó el convite y casi consigue el milagro de salvarlo, apostando por el buen fútbol. Hizo una remontada fenomenal, consiguiendo el primer título del profesionalismo para el Matador: la Copa de la Superliga, eliminando incluso al campeón de la Superliga, Racing Club y ganando la final 2-0 frente a Boca Juniors.
Por esta última acción recibió el premio al Mejor DT de parte de la Superliga Argentina de Fútbol. «Este premio a mejor entrenador lo recibí yo, pero en realidad pertenece a todo el cuerpo técnico y a los jugadores, que me terminaron convenciendo de seguir en Tigre», refrendó «Pipo».
El 25 de octubre de 2020, dejó de ser el técnico del club argentino.
Olimpia
Su siguiente experiencia llegó en noviembre de 2020, de la mano del Club Olimpia de Paraguay, con el que se proclamó campeón del Torneo Clausura. Sin embargo, fue despedido en marzo de 2021.
Gimnasia (LP)
En agosto de 2021 fue contratado por Gimnasia y Esgrima de La Plata en reemplazo de Mariano Messera y Leandro Martini. Finalmente, en diciembre de 2022, terminó siendo desvinculado por decisión de la nueva comisión directiva del club.
Colón
En febrero de 2023, Gorosito fue anunciado como nuevo entrenador de Colón en reemplazo de Marcelo Saralegui.En octubre de 2023, presentó su renuncia luego de una serie de malos resultados que ubicaban al club en los puestos de descenso.
Tercera etapa en Tigre
El 28 de diciembre de 2023, inició un nuevo período como entrenador de Tigre y firmó un contrato por 12 meses.El 19 de marzo de 2024, dejó su cargo luego de una serie de malos resultados en la Copa de la Liga Profesional.
Alianza Lima
El 5 de diciembre de 2024, asumió al frente de Alianza Lima de cara a la temporada 2025.

## Estadísticas

### Como jugador

#### En clubes
| Club | Div.            | Temporada       | Liga  | Liga  | Copas nacionales(1) | Copas nacionales(1) | Torneos internacionales(2) | Torneos internacionales(2) | Otras competiciones(3) | Otras competiciones(3) | Total | Total | Media goleadora(4) |
| Club | Div.            | Temporada       | Part. | Goles | Part.               | Goles               | Part.                      | Goles                      | Part.                  | Goles                  | Part. | Goles | Media goleadora(4) |
| --- | --------------- | --------------- | ----- | ----- | ------------------- | ------------------- | -------------------------- | -------------------------- | ---------------------- | ---------------------- | ----- | ----- | ------------------ |
| River Plate Argentina | 1.ª             | 1983            | 7     | 0     | —                   | —                   | —                          | —                          | —                      | —                      | 7     | 0     | 0,00               |
| River Plate Argentina | 1.ª             | 1984            | 9     | 0     | —                   | —                   | —                          | —                          | —                      | —                      | 9     | 0     | 0,00               |
| River Plate Argentina | 1.ª             | 1985            | 10    | 0     | —                   | —                   | —                          | —                          | —                      | —                      | 10    | 0     | 0,00               |
| River Plate Argentina | 1.ª             | 1985-86         | 32    | 2     | —                   | —                   | —                          | —                          | —                      | —                      | 32    | 2     | 0.06               |
| River Plate Argentina | 1.ª             | 1986-87         | 32    | 5     | —                   | —                   | 9                          | 1                          | —                      | —                      | 41    | 6     | 0.15               |
| River Plate Argentina | 1.ª             | 1987-88         | 16    | 0     | —                   | —                   | 2                          | 0                          | 4                      | 1                      | 22    | 1     | 0.05               |
| River Plate Argentina | Total club      | Total club      | 106   | 7     | 0                   | 0                   | 11                         | 1                          | 4                      | 1                      | 121   | 9     | 0,07               |
| San Lorenzo Argentina | 1.ª             | 1988-89         | 37    | 20    | —                   | —                   | 9                          | 0                          | 6                      | 4                      | 52    | 24    | 0.46               |
| Swarovski Tirol · Austria | 1.ª             | 1989-90         | 26    | 11    | 4                   | 1                   | 3                          | 0                          | —                      | —                      | 33    | 12    | 0.36               |
| Swarovski Tirol · Austria | 1.ª             | 1990-91         | 30    | 5     | 1                   | 0                   | 5                          | 1                          | —                      | —                      | 36    | 6     | 0.17               |
| Swarovski Tirol · Austria | 1.ª             | 1991            | 21    | 6     | 1                   | 0                   | 10                         | 1                          | —                      | —                      | 32    | 7     | 0.22               |
| Swarovski Tirol · Austria | Total club      | Total club      | 77    | 22    | 6                   | 1                   | 18                         | 2                          | 0                      | 0                      | 101   | 25    | 0.25               |
| San Lorenzo Argentina | 1.ª             | 1992            | 14    | 1     | —                   | —                   | 11                         | 4                          | 1                      | 0                      | 26    | 5     | 0.19               |
| San Lorenzo Argentina | 1.ª             | 1992-93         | 34    | 6     | —                   | —                   | —                          | —                          | —                      | —                      | 34    | 6     | 0.18               |
| San Lorenzo Argentina | 1.ª             | 1993            | 19    | 4     | 1                   | 0                   | 1                          | 0                          | —                      | —                      | 21    | 4     | 0.19               |
| San Lorenzo Argentina | Total 2.ª etapa | Total 2.ª etapa | 67    | 11    | 1                   | 0                   | 12                         | 4                          | 1                      | 0                      | 81    | 15    | 0.19               |
| Universidad Católica · Chile | 1.ª             | 1994            | 30    | 7     | ?                   | 1                   | 2                          | 0                          | 3                      | 0                      | +35   | 8     |                    |
| Universidad Católica · Chile | 1.ª             | 1995            | 31    | 5     | ?                   | 1                   | 9                          | 2                          | 2                      | 2                      | +42   | 10    |                    |
| Universidad Católica · Chile | Total 1.ª etapa | Total 1.ª etapa | 61    | 12    | ?                   | 2                   | 11                         | 2                          | 5                      | 2                      | +77   | 18    |                    |
| Yokohama Marinos Japón | 1.ª             | 1996            | 6     | 3     | 1                   | 0                   | —                          | —                          | —                      | —                      | 7     | 3     | 0.43               |
| San Lorenzo Argentina | 1.ª             | 1996-97         | 31    | 7     | —                   | —                   | —                          | —                          | —                      | —                      | 31    | 7     | 0.23               |
| San Lorenzo Argentina | 1.ª             | 1997-98         | 36    | 8     | —                   | —                   | —                          | —                          | —                      | —                      | 36    | 8     | 0.22               |
| San Lorenzo Argentina | 1.ª             | 1998-99         | 32    | 14    | —                   | —                   | 9                          | 2                          | —                      | —                      | 41    | 16    | 0.39               |
| San Lorenzo Argentina | Total 3.ª etapa | Total 3.ª etapa | 99    | 29    | 0                   | 0                   | 9                          | 2                          | 0                      | 0                      | 108   | 31    | 0.29               |
| San Lorenzo Argentina | Total club      | Total club      | 203   | 60    | 1                   | 0                   | 30                         | 6                          | 7                      | 4                      | 241   | 70    | 0.29               |
| Universidad Católica · Chile | 1.ª             | 1999            | 25    | 4     | —                   | —                   | 4                          | 0                          | —                      | —                      | 29    | 4     | 0.14               |
| Universidad Católica · Chile | 1.ª             | 2000            | 28    | 1     | ?                   | 0                   | 12                         | 4                          | —                      | —                      | +40   | 6     |                    |
| Universidad Católica · Chile | 1.ª             | 2001            | 10    | 0     | —                   | —                   | —                          | —                          | —                      | —                      | 10    | 0     | 0,00               |
| Universidad Católica · Chile | Total 2.ª etapa | Total 2.ª etapa | 63    | 5     | ?                   | 0                   | 16                         | 4                          | 0                      | 0                      | +79   | 10    |                    |
| Universidad Católica · Chile | Total club      | Total club      | 124   | 17    | 16                  | 2                   | 27                         | 6                          | 5                      | 2                      | 173   | 28    | 0.17               |
| Total en clubes | Total en clubes | Total en clubes | 516   | 109   | 24                  | 3                   | 86                         | 15                         | 16                     | 7                      | 642   | 134   | 0.21               |
| (1) Las copas nacionales se refiere a la Copa de Austria, la Copa Centenario de la AFA, la Copa Chile y la Copa del Emperador. (2) Las copas internacionales se refiere a la Copa Libertadores, la Copa Interamericana, la Copa de Campeones de Europa, y la Copa de la UEFA.(3) Las otras competiciones se refiere a la Liguilla Pre-Libertadores. (4) Media de goles por encuentro. No incluye goles en partidos amistosos. |                 |                 |       |       |                     |                     |                            |                            |                        |                        |       |       |                    |

#### En selección
| Selección          | Temporada          | Amistosos | Amistosos | Sudamérica | Sudamérica | Mundial | Mundial | Total | Total | Media goleadora |
| Selección          | Temporada          | Part.     | Goles     | Part.      | Goles      | Part.   | Goles   | Part. | Goles | Media goleadora |
| ------------------ | ------------------ | --------- | --------- | ---------- | ---------- | ------- | ------- | ----- | ----- | --------------- |
| Adulta Argentina   | 1997               | 1         | 1         | 1          | 0          | —       | —       | 2     | 1     | 0,50            |
| Total en selección | Total en selección | 1         | 1         | 1          | 0          | 0       | 0       | 2     | 1     | 0,50            |

                                                                                                                                            Integró en las Copas América Brasil 1989 y Ecuador 1993 e hizo un gol frente a Bolivia en la derrota 2 a 1 el 2 de abril de 1997.

#### Resumen estadístico
| Competición           | Partidos | Goles | Promedio |
| --------------------- | -------- | ----- | -------- |
| Primera División      | 251      | 73    | 0.29     |
| Segunda División      | 27       | 7     | 0.26     |
| Tercera División      | 69       | 33    | 0.48     |
| Copas nacionales      | 16       | 3     | 0.19     |
| Copas internacionales | 33       | 6     | 0.18     |
| Selección adulta      | 2        | 1     | 0.50     |
| Total                 | 398      | 123   | 0.31     |

### Como entrenador
| Equipo                       | Temporada           | Liga | Liga | Liga | Liga |    | Copa | Copa | Copa | Copa |    | Internacional | Internacional | Internacional | Internacional |   | Otros | Otros | Otros | Otros |     | Totales     | Totales | Totales | Totales | Totales | Totales | Totales | Totales |
| Equipo                       | Temporada           | PD   | G    | E    | P    | PD | G    | E    | P    | PD   | G  | E             | P             | PD            | G             | E | P     | PD    | G     | E     | P   | Rendimiento | GF      | GC      | Dif.    |         |         |         |         |
| ---------------------------- | ------------------- | ---- | ---- | ---- | ---- | -- | ---- | ---- | ---- | ---- | -- | ------------- | ------------- | ------------- | ------------- | - | ----- | ----- | ----- | ----- | --- | ----------- | ------- | ------- | ------- | ------- | ------- | ------- | ------- |
| Nueva Chicago Argentina      | 2002-03             | 28   | 9    | 7    | 12   | -  | -    | -    | -    | -    | -  | -             | -             | 2             | 2             | 0 | 0     | 30    | 11    | 7     | 12  | 44.45 %     | 45      | 50      | -5      |         |         |         |         |
| Nueva Chicago Argentina      | Total               | 28   | 9    | 7    | 12   | -  | -    | -    | -    | -    | -  | -             | -             | 2             | 2             | 0 | 0     | 30    | 11    | 7     | 12  | 44.45 %     | 45      | 50      | -5      |         |         |         |         |
| San Lorenzo Argentina        | 2003-04             | 38   | 17   | 11   | 10   | -  | -    | -    | -    | -    | -  | -             | -             | -             | -             | - | -     | 38    | 17    | 11    | 10  | 54.39 %     | 44      | 29      | +15     |         |         |         |         |
| San Lorenzo Argentina        | 2004-05             | 3    | 1    | 1    | 1    | -  | -    | -    | -    | 1    | 1  | 0             | 0             | -             | -             | - | -     | 4     | 2     | 1     | 1   | 58.33 %     | 6       | 4       | +2      |         |         |         |         |
| San Lorenzo Argentina        | Total               | 41   | 18   | 12   | 11   | -  | -    | -    | -    | 1    | 1  | 0             | 0             | -             | -             | - | -     | 42    | 19    | 12    | 11  | 54.76 %     | 50      | 33      | +17     |         |         |         |         |
| Lanús Argentina              | 2004-05             | 19   | 7    | 7    | 5    | -  | -    | -    | -    | -    | -  | -             | -             | -             | -             | - | -     | 19    | 7     | 7     | 5   | 49.12 %     | 36      | 27      | +9      |         |         |         |         |
| Lanús Argentina              | 2005-06             | 13   | 3    | 5    | 5    | -  | -    | -    | -    | -    | -  | -             | -             | -             | -             | - | -     | 13    | 3     | 5     | 5   | 35.9 %      | 12      | 21      | -9      |         |         |         |         |
| Lanús Argentina              | Total               | 32   | 10   | 12   | 10   | -  | -    | -    | -    | -    | -  | -             | -             | -             | -             | - | -     | 32    | 10    | 12    | 10  | 45.16 %     | 48      | 48      | +0      |         |         |         |         |
| Rosario Central Argentina    | 2006-07             | 24   | 9    | 6    | 9    | -  | -    | -    | -    | -    | -  | -             | -             | -             | -             | - | -     | 24    | 9     | 6     | 9   | 45.83 %     | 33      | 29      | +4      |         |         |         |         |
| Rosario Central Argentina    | Total               | 24   | 9    | 6    | 9    | -  | -    | -    | -    | -    | -  | -             | -             | -             | -             | - | -     | 24    | 9     | 6     | 9   | 45.83 %     | 33      | 29      | +4      |         |         |         |         |
| Argentinos Juniors Argentina | 2007-08             | 32   | 15   | 7    | 10   | -  | -    | -    | -    | 8    | 4  | 2             | 2             | -             | -             | - | -     | 40    | 19    | 9     | 12  | 55 %        | 52      | 40      | +12     |         |         |         |         |
| Argentinos Juniors Argentina | 2008-09             | 19   | 5    | 8    | 6    | -  | -    | -    | -    | -    | -  | -             | -             | -             | -             | - | -     | 19    | 5     | 8     | 6   | 40.36 %     | 25      | 26      | -1      |         |         |         |         |
| River Plate Argentina        | 2008-09             | 19   | 7    | 6    | 6    | -  | -    | -    | -    | 6    | 2  | 1             | 3             | -             | -             | - | -     | 25    | 9     | 7     | 9   | 45.33 %     | 31      | 34      | -3      |         |         |         |         |
| River Plate Argentina        | 2009-10             | 7    | 1    | 2    | 4    | -  | -    | -    | -    | 2    | 0  | 0             | 2             | -             | -             | - | -     | 9     | 1     | 2     | 6   | 18.52 %     | 9       | 15      | -6      |         |         |         |         |
| River Plate Argentina        | Total               | 26   | 8    | 8    | 10   | -  | -    | -    | -    | 8    | 2  | 1             | 5             | -             | -             | - | -     | 34    | 10    | 9     | 15  | 38.23 %     | 40      | 45      | -9      |         |         |         |         |
| Xerez CD · España            | 2009-10             | 20   | 7    | 5    | 8    | -  | -    | -    | -    | -    | -  | -             | -             | -             | -             | - | -     | 20    | 7     | 5     | 8   | 43.33 %     | 31      | 34      | -3      |         |         |         |         |
| Xerez CD · España            | Total               | 20   | 7    | 5    | 8    | -  | -    | -    | -    | -    | -  | -             | -             | -             | -             | - | -     | 20    | 7     | 5     | 8   | 43.33 %     | 31      | 34      | -3      |         |         |         |         |
| Argentinos Juniors Argentina | 2011-12             | 15   | 5    | 5    | 5    | 1  | 1    | 0    | 0    | -    | -  | -             | -             | -             | -             | - | -     | 16    | 6     | 5     | 5   | 47.92 %     | 16      | 13      | +3      |         |         |         |         |
| Tigre Argentina              | 2012-13             | 27   | 7    | 7    | 13   | 1  | 0    | 0    | 1    | 17   | 8  | 3             | 6             | -             | -             | - | -     | 45    | 15    | 10    | 20  | 40.74 %     | 54      | 61      | -7      |         |         |         |         |
| Argentinos Juniors Argentina | 2014                | 7    | 5    | 1    | 1    | 1  | 0    | 0    | 1    | -    | -  | -             | -             | -             | -             | - | -     | 8     | 5     | 1     | 2   | 66.67 %     | 11      | 8       | +3      |         |         |         |         |
| Argentinos Juniors Argentina | 2015                | 30   | 8    | 9    | 13   | 2  | 1    | 0    | 1    | -    | -  | -             | -             | 1             | 0             | 0 | 1     | 33    | 9     | 9     | 15  | 36.36 %     | 33      | 40      | -7      |         |         |         |         |
| Argentinos Juniors Argentina | Total               | 103  | 38   | 30   | 35   | 4  | 2    | 0    | 2    | 8    | 4  | 2             | 2             | 1             | 0             | 0 | 1     | 116   | 44    | 32    | 40  | 47.13 %     | 137     | 127     | +10     |         |         |         |         |
| UD Almería · España          | 2015-16             | 20   | 6    | 8    | 6    | -  | -    | -    | -    | -    | -  | -             | -             | -             | -             | - | -     | 20    | 6     | 8     | 6   | 43.33 %     | 20      | 21      | -1      |         |         |         |         |
| UD Almería · España          | Total               | 20   | 6    | 8    | 6    | -  | -    | -    | -    | -    | -  | -             | -             | -             | -             | - | -     | 20    | 6     | 8     | 6   | 43.33 %     | 20      | 21      | -1      |         |         |         |         |
| San Martín (SJ) Argentina    | 2016-17             | 16   | 4    | 7    | 5    | 1  | 0    | 0    | 1    | -    | -  | -             | -             | -             | -             | - | -     | 17    | 4     | 7     | 6   | 37.26 %     | 13      | 17      | -4      |         |         |         |         |
| San Martín (SJ) Argentina    | 2017-18             | 20   | 7    | 4    | 9    | -  | -    | -    | -    | -    | -  | -             | -             | -             | -             | - | -     | 20    | 7     | 4     | 9   | 41.67 %     | 22      | 28      | -6      |         |         |         |         |
| San Martín (SJ) Argentina    | Total               | 36   | 11   | 11   | 14   | 1  | 0    | 0    | 1    | -    | -  | -             | -             | -             | -             | - | -     | 37    | 11    | 11    | 15  | 39.64 %     | 35      | 45      | -10     |         |         |         |         |
| Tigre Argentina              | 2018-19             | 7    | 5    | 2    | 0    | 10 | 6    | 1    | 3    | -    | -  | -             | -             | -             | -             | - | -     | 17    | 11    | 3     | 3   | 70.59 %     | 33      | 18      | +15     |         |         |         |         |
| Tigre Argentina              | 2019-20             | 20   | 8    | 4    | 8    | -  | -    | -    | -    | 6    | 0  | 1             | 5             | 1             | 0             | 0 | 1     | 27    | 8     | 5     | 14  | 35.8 %      | 27      | 40      | -13     |         |         |         |         |
| Olimpia Paraguay             | 2020                | 9    | 3    | 3    | 3    | -  | -    | -    | -    | -    | -  | -             | -             | -             | -             | - | -     | 9     | 3     | 3     | 3   | 44.44 %     | 17      | 15      | +2      |         |         |         |         |
| Olimpia Paraguay             | 2021                | 8    | 4    | 1    | 3    | -  | -    | -    | -    | -    | -  | -             | -             | -             | -             | - | -     | 8     | 4     | 1     | 3   | 54.17 %     | 12      | 9       | +3      |         |         |         |         |
| Olimpia Paraguay             | Total               | 17   | 7    | 4    | 6    | -  | -    | -    | -    | -    | -  | -             | -             | -             | -             | - | -     | 17    | 7     | 4     | 6   | 49.02 %     | 29      | 24      | +5      |         |         |         |         |
| Gimnasia (LP) Argentina      | 2021                | 16   | 7    | 5    | 4    | 2  | 2    | 0    | 0    | -    | -  | -             | -             | -             | -             | - | -     | 18    | 9     | 5     | 4   | 59.26 %     | 23      | 19      | +4      |         |         |         |         |
| Gimnasia (LP) Argentina      | 2022                | 27   | 11   | 8    | 8    | 15 | 7    | 3    | 5    | -    | -  | -             | -             | -             | -             | - | -     | 42    | 18    | 11    | 13  | 51.59 %     | 51      | 40      | +11     |         |         |         |         |
| Gimnasia (LP) Argentina      | Total               | 43   | 18   | 13   | 12   | 17 | 9    | 3    | 5    | -    | -  | -             | -             | -             | -             | - | -     | 60    | 27    | 16    | 17  | 53.89 %     | 74      | 59      | +15     |         |         |         |         |
| Colón Argentina              | 2023                | 23   | 4    | 12   | 7    | 13 | 6    | 3    | 4    | -    | -  | -             | -             | -             | -             | - | -     | 36    | 10    | 15    | 11  | 41.67 %     | 37      | 41      | -4      |         |         |         |         |
| Colón Argentina              | Total               | 23   | 4    | 12   | 7    | 13 | 6    | 3    | 4    | -    | -  | -             | -             | -             | -             | - | -     | 36    | 10    | 15    | 11  | 41.67 %     | 37      | 41      | -4      |         |         |         |         |
| Tigre Argentina              | 2024                | -    | -    | -    | -    | 11 | 1    | 2    | 8    | -    | -  | -             | -             | -             | -             | - | -     | 11    | 1     | 2     | 8   | 15.15 %     | 5       | 17      | -12     |         |         |         |         |
| Tigre Argentina              | Total               | 54   | 20   | 13   | 21   | 22 | 7    | 3    | 12   | 23   | 8  | 4             | 11            | 1             | 0             | 0 | 1     | 100   | 35    | 20    | 45  | 41.67 %     | 119     | 136     | -17     |         |         |         |         |
| Alianza Lima · Perú          | 2025                | 24   | 14   | 6    | 4    | -  | -    | -    | -    | 15   | 6  | 5             | 4             | -             | -             | - | -     | 39    | 20    | 11    | 8   | 60.68 %     | 51      | 34      | +17     |         |         |         |         |
| Alianza Lima · Perú          | Total               | 24   | 14   | 6    | 4    | -  | -    | -    | -    | 15   | 6  | 5             | 4             | -             | -             | - | -     | 39    | 20    | 11    | 8   | 60.68 %     | 51      | 34      | +17     |         |         |         |         |
| Total en su carrera          | Total en su carrera | 491  | 179  | 147  | 165  | 57 | 24   | 9    | 24   | 55   | 21 | 12            | 22            | 4             | 2             | 0 | 2     | 607   | 226   | 168   | 213 | 46.46 %     | 749     | 730     | +19     |         |         |         |         |
| 1. 2. 3.                     |                     |      |      |      |      |    |      |      |      |      |    |               |               |               |               |   |       |       |       |       |     |             |         |         |         |         |         |         |         |

#### Resumen por competencias
| Competición                    | Partidos | Ganados | Empatados | Perdidos | %       | Resultado        |
| ------------------------------ | -------- | ------- | --------- | -------- | ------- | ---------------- |
| Primera División de Argentina  | 386      | 134     | 119       | 133      | 45 %    | Subcampeón       |
| Primera B Nacional             | 27       | 13      | 5         | 9        | 54.32 % | 5.º lugar        |
| Copa Argentina                 | 13       | 6       | 1         | 6        | 48.71 % | Octavos de final |
| Copa de la Superliga Argentina | 9        | 6       | 1         | 2        | 70.37 % | Campeón          |
| Copa de la Liga Profesional    | 35       | 12      | 7         | 16       | 40.96 % | 5.º lugar        |
| Trofeo de Campeones            | 1        | 0       | 0         | 1        | 0 %     | Subcampeón       |
| Primera División de España     | 20       | 7       | 5         | 8        | 43.33 % | 20.º lugar       |
| Segunda División de España     | 20       | 6       | 8         | 6        | 43.33 % | 19.º lugar       |
| Primera División de Paraguay   | 17       | 7       | 4         | 6        | 49.02 % | Campeón          |
| Primera División del Perú      | 24       | 14      | 6         | 4        | 66.66 % | En disputa       |
| Copa Libertadores              | 34       | 12      | 6         | 16       | 41.17 % | Octavos de final |
| Copa Sudamericana              | 21       | 9       | 6         | 6        | 52.38 % | Subcampeón       |
| TOTAL                          | 607      | 226     | 168       | 213      | 46.46 % | 2 Títulos        |

## Palmarés

### Como jugador

#### Campeonatos nacionales
| Título           | Equipo               | País      | Año     |
| ---------------- | -------------------- | --------- | ------- |
| Primera División | River Plate          | Argentina | 1985/86 |
| Bundesliga       | Swarovski Tirol      | Austria   | 1989/90 |
| Copa Chile       | Universidad Católica | Chile     | 1995    |

#### Campeonatos internacionales
| Título                | Equipo                 | Sede         | Año  |
| --------------------- | ---------------------- | ------------ | ---- |
| Copa Libertadores     | River Plate            | Buenos Aires | 1986 |
| Copa Intercontinental | River Plate            | Tokio        | 1986 |
| Copa Interamericana   | River Plate            | Buenos Aires | 1987 |
| Copa América          | Selección de Argentina | Ecuador      | 1993 |
| Copa Interamericana   | Universidad Católica   | Santiago     | 1994 |

### Como entrenador

#### Campeonatos nacionales
| Título                       | Equipo  | País      | Año    |
| ---------------------------- | ------- | --------- | ------ |
| Copa de la Superliga         | Tigre   | Argentina | 2019   |
| Primera División de Paraguay | Olimpia | Paraguay  | C-2020 |

#### Otros méritos
| Logro                      | Equipo             | País      | Año  |
| -------------------------- | ------------------ | --------- | ---- |
| Ascenso a Primera División | Argentinos Juniors | Argentina | 2014 |

- Subcampeón del Torneo Apertura 2003 con San Lorenzo.
- Subcampeón de la Copa Sudamericana 2012 con Tigre.

### Distinciones individuales
| Distinción                                         | Año     |
| -------------------------------------------------- | ------- |
| Máximo goleador del Campeonato de Primera División | 1988-89 |
| Mejor entrenador de la Copa de la Superliga        | 2019    |